# Somos nossas montanhas
Somos nossas montanhas (em armênio, Menq enq mer sarerè) é um grande monumento localizado em Stepanakert, capital da república de Nagorno-Karabakh.
O monumento, concluído em 1967 por Sarghis Baghdasaryan, é considerado significativamente um dos principais símbolos de Nagorno-Karabakh. Construído em tufo, representa um homem idoso e uma mulher emergindo da rocha, simbolizando o povo das montanhas de Nagorno-Karabakh. Uma das principais características é a falta de definição da escultura.
Também é conhecido como Tatik yev Papik, traduzível como avó e avô. O monumento também aparece no brasão da república de Nagorno Karabakh.
A imagem do trabalho foi objeto de uma das controvérsias que envolveram o Azerbaijão e a Arménia durante o Festival Eurovisão da Canção 2009: inicialmente apareceu na seção que apresentou a Armênia, posteriormente removida das controvérsias pela delegação do Azerbaijão sendo depois novamente mostrada por Sirusho, um cantor armênio que anunciou os votos para seu país e também por um painel que a refletia.